# Harry Potter-kronológia

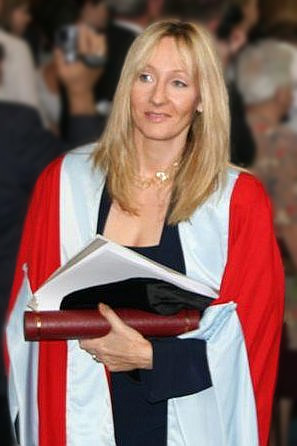
J. K. Rowling, a Harry Potter-sorozat szerzője

A Harry Potter-kronológia a J. K. Rowling által írt, Harry Potter regénysorozatban bemutatott eseményeket sorolja fel időrendben. A sorrendbe állítás alapjául elsősorban a megjelent könyvek szolgáltak, másrészt számos egyéb, Rowlingtól származó kiegészítő információ. Ezeknek forrása részben az írónő hivatalos honlapja, részben különféle interjúk és egyéb anyagok. Például a Black-családnak az ötödik kötetben említett családfáját Rowling kiegészítette, és felajánlotta egy jótékonysági árverés javára. A bővített változat számos kulcsszereplő születési és halálozási dátumát is tartalmazza.
A kronológiában, ezt maga Rowling is elismeri, hibák is előfordulnak: időnként önmagának mond ellent, máskor pedig a tényleges naptár napjainak, illetve eseményeinek. Ugyanakkor a regény eseményeire nézve létezik egy általánosan elfogadott idővonal.

## A kronológia összeállításának alapja
|  | Alább a cselekmény részletei következnek! |

A kronológia összeállításának kulcsa egy a Harry Potter és a Titkok Kamrájában szereplő dátum. Harry második roxfortos évében az iskola egyik kísértete, Félig Fej Nélküli Nick Halloween éjszakáján ünnepli halálának 500. évfordulóját. A kimúlásnapi partin „az ünnepi asztal dísze egy hatalmas szürke torta volt, amin fekete cukorhabból a következő felirat ékeskedett: Sir Nicholas de Mimsy-Porpington meghalt 1492. október 31-én.” Ily módon Rowling tudomásunkra hozza, hogy a könyvbeli esemény dátuma 1992. október 31-e, Harry tehát 1991-ben kezdte első tanévét a Roxfortban. Ennek az évnek eseményeiről a Harry Potter és a bölcsek köve számol be, amelynek valós idejű (azaz nem a múltat idéző) története a tanévkezdés előtti nyáron indul, nem sokkal Harry 11. születésnapja előtt. Következésképpen Harry-nek 1980-ban kellett születnie.
A Harry Potter és a bölcsek köve első kiadásaiban (valamint az abból készült fordításokban) Félig Fej Nélküli Nick így utal halála időpontjára az első tanév évnyitó lakomáján: „Majd’ négyszáz éve, hogy egy falatot sem ettem.” Ez az egy mondat inkonzisztenssé tette volna a történet idővonalát – ha Rowling változatlanul hagyta volna. Azonban az újabb kiadásokban Rowling az inkriminált mondatot „Majd’ ötszáz éve, hogy egy falatot sem ettem” változatra javította.
Rowling 2006-ban további fogódzót adott az időszámítás pontosításához: a Black-családfa már említett, bővített verziójából kiderül, hogy Harry egyik évfolyamtársának, Draco Malfoynak a születési éve 1980. Korábban, a Harry Potter és a Félvér Hercegből már megtudhattuk, hogy Draco születésnapja, amint Harryé is, a tanév második felére, januárt követő időszakra esik: egy téli szünet utáni bájitaltanórán találkozunk velük, mint azon kevesekkel, akik még nem töltötték be a 17. évüket.
Rowling az általa rajzolt Black-családfában számos kihagyást helyezett el, összhangban a történettel: a Harry Potter és a Főnix Rendje szerint a családfán égésnyomok láthatók azokon a helyeken, ahonnét egyes nemkívánatossá vált családtagok nevét és születési évét az idők folyamán eltávolították. Ennek megfelelően, a kéziratban hiába keressük az egyik főszereplő, Sirius Black születési évét. Mindazonáltal tudjuk, hogy Sirius, Harry szülei (James Potter és Lily Evans), Remus Lupin, Perselus Piton és Peter Pettigrew évfolyamtársak voltak Roxfortban. A rajongók már a Harry Potter és a Halál ereklyéi megjelenése előtt úgy számoltak, hogy e szereplők valamikor 1957 és 1960 között születhettek. A befejező kötetből ténylegesen megtudjuk a Potter-szülők születési dátumát: amikor Harry meglátogatja szülei sírját, a márvány sírkő feliratából kiderül, hogy mindketten 1960-ban születtek: James március 27-én, Lily január 30-án. Ők és évfolyamtársaik tehát 1971-től 1978-ig voltak Roxfortos diákok. Ez azt jelenti, hogy Piton és Lupin, akiknek a születésnapja már korábban ismert volt, ugyancsak 1960-ban születtek (januárban, illetve márciusban), Sirius és Pettigrew pedig valamikor 1959 szeptembere és 1960 augusztusa között.
A befejező kötet epilógusának címe: Tizenkilenc évvel később – ez 2017-et jelent. Mivel tudjuk, hogy a varázslók 11 évesen kezdik a Roxfortot, közelítőleg visszaszámolható a főszereplők gyerekeinek születési időpontja.

## Ellentmondások
- A kronológiában számos kisebb-nagyobb ellentmondást fedezhetünk fel, ezek némelyike önellentmondás, mások a való világ idejével ütköznek. Például a Harry Potter és a bölcsek köve 1981. november 1-jén, kedden[11] kezdődik, holott a valóságban az a nap vasárnapra esett.[3] Rowling a honlapján beismeri, hogy a matematika soha nem volt az erőssége.[12]

- Harry apjának explicit születési dátuma ugyancsak ellentmond a szöveg más pontján olvasottaknak. A Főnix Rendje szerint James Potter ötödik roxfortos évének nyarán 15 éves. A Halál ereklyéi szerint azonban márciusi születésű, vagyis az ötödik év nyara előtt már be kellett hogy töltse a 16. életévét.
- A negyedik kötet elején Harry megírja levelében Siriusnak, hogy Dudley mérgében összetörte PlayStation-jét. A történet szerint ez 1994 nyarán történt, azonban a PlayStation első bemutatására az év végén került sor Japánban.
- Szintén a negyedik részben történt, amikor a Tűz Serlege október 31-én kiadja a bajnokok nevét, Rowling megemlíti, hogy ez a nap szombat, holott 1994. október 31-e hétfőre esett.
- A második rész végén Ginny megemlíti, hogy azóta akart az iskolába járni, amióta Billt felvették. Ha utánaszámolunk, hogy mint elsőéves, max. 11 éves lehetett, s a történet első részében sem volt benne Bill, ráadásul ő a legidősebb testvér, akkor kb. 10 év az eltérés. Ginny talán még meg sem született, vagy pedig még túlságosan kicsi lehetett ahhoz, hogy ezt felfogja.

## A kronológia

### Ókor
- Hitvány Herpón kitenyészti az első baziliszkuszt és elkészíti az első horcruxot.

I. e. 382
- Megnyílik az Ollivander-féle varázspálca-kereskedés, amelynek boltja a történet idején az Abszol úton található.[13]

### Középkor
962
- Először használják a seprűt szállítóeszközként.[14]

10. század vége
- A kor négy legnagyobb mágusa (Griffendél Godrik, Mardekár Malazár, Hugrabug Helga és Hollóháti Hedvig) megalapítja a Roxfort Boszorkány- és Varázslóképző Szakiskolát.[15]

11. század eleje
- Néhány békés év elteltével Mardekár szorgalmazni kezdi, hogy az iskolába kizárólag varázslócsaládból származó tanulókat vegyenek fel, mivel nem tartja elég megbízhatónak azokat, akik nem tiszta vérűek.[16] Mardekár végül nyíltan szembefordul a három másik alapítóval – különösképpen Griffendéllel –, eközben azonban titokban megépíti az iskolában a Titkok Kamráját, amelyben egy baziliszkuszt rejt el, hogy alkalomadtán majd az fejezze be az általa elkezdett munkát: a Roxfort megtisztítását a „sárvérűektől”. A Kamrát olyan varázslattal zárja le, hogy azt majd csak az ő méltó utóda legyen képes felnyitni.[15]
- Az első feljegyzések egy új játékról, amelyet seprűn lovagoló boszorkányok és varázslók játszanak. Az elkövetkező évszázadok során ebből fejlődik ki a kviddics.[17]
- Hollóháti Hedvig lánya, Heléna becsvágyból ellopja anyja fejdíszét, egy albániai erdőben rejti el, és ő maga is elrejtőzik. Haldokló anyja egy bárót küld keresésére, aki régóta szerelmes Helénába. A férfi meg is találja, de amikor a lány nem hajlandó visszatérni vele, dühében leszúrja, majd magával is végez. E férfit a regényekben kísértetként látjuk viszont, ő a Véres Báró, a Mardekár ház szelleme, Helénát pedig a Hollóhát kísérteteként, a Szürke Hölgyként.[18]

1289
- Nemzetközi Táltostalálkozó

1296
- Egy mantikór emberre támad, de nem büntetik meg (mivel senki nem mer a közelébe menni).[19]

1300 körül
- A három legnagyobb európai varázslóiskola, a Roxfort, a Beauxbatons és a Durmstrang először rendezi meg a Trimágus Tusát.

14. század
- A mágusok és muglik mindinkább elidegenednek egymástól. A muglik félnek a varázslattól, de a tényleges jelenlétét nemigen ismerik fel. Ez vezet a században gyakori boszorkányégetésekhez. Egyes források szerint Vadóc Vendelin, aki kifejezetten élvezte a lángnyelvek simogatását (amelyektől egy egyszerű hőhűtő bűbájjal védte magát), 47-szer adta magát szándékosan muglikézre.[20][21]
- Az aranycikesz feltalálása.[17]

1325 vagy 1326
- Megszületik Nicolas Flamel.[21][22][23]
- Megszületik Perenelle Flamel.[21][22][23]

1398
- A kviddicsről szóló legrégebbi teljes leírás.[21][24][25]

1473
- Megrendezik az első kviddics világkupát. A kviddicsben összesen 700 különböző szabálytalanság fordulhat elő – a döntőben ezek mindegyikét elkövetik.[25]

1492
Október 31.
- (Félig) lefejezik Sir Nicholas de Mimsy-Porpingtont.[4]

Valamikor a középkor folyamán (?)

A Halál ereklyéinek szimbóluma

- Bekerül a mágusköztudatba három tárgy léte, amelyek összefoglaló néven a Halál ereklyéi nevet viselik. Az ereklyék eredeti tulajdonosai három fivér volt: Antioch, Cadmus és Ignotus Peverell. A három ereklye az (elvileg) legyőzhetetlen Pálcák Ura, a holtakat (állítólag) visszahozó Feltámadás Köve, valamint a Láthatatlanság Köpenye. A két utóbbi ereklye hollétéről semmit nem tudni, de a Pálcák Ura az évszázadok során fel-felbukkan: csakis úgy talál új gazdára, ha az valamilyen módon legyőzi az előző tulajdonost. Úgy tartják, hogy aki egyesíti az ereklyéket, az a „halál urává” válik. A legtöbb varázsló és boszorkány puszta kitalációnak tartja az ereklyék létezését, de néhányan hisznek benne, és adott esetben egész életüket a keresésnek szentelik.

### Újkor
17. század eleje
- A Szent Mungo Varázsnyavalya- és Ragálykúráló Ispotály alapítása[21]
- A kviddics elterjed Észak-Amerikában és Új-Zélandon.[26]

1689
- A Nemzetközi Titokvédelmi Alaptörvény aláírása.

1692

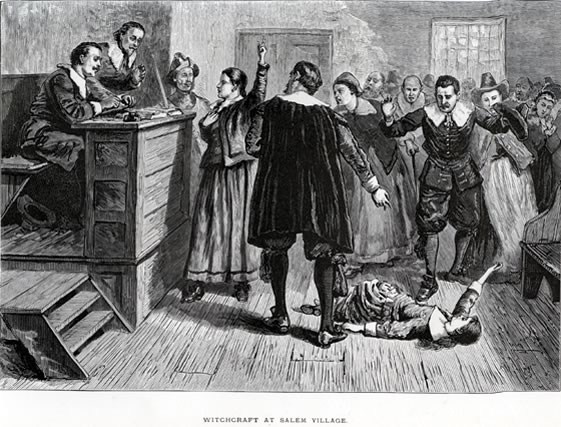
A salemi boszorkányperek 1876-ból származó illusztrációja

- A Mágusok Nemzetközi Szövetségének csúcstalálkozója keretében rendelkeznek a varázslók állandó pálcaviselési jogáról, valamint a varázslények muglik előli elrejtéséről. Ekkoriban kezd véglegesen elkülönülni a varázslóvilág a muglik világától.[27] Ezzel egyidőben 19 embert végeznek ki az Egyesült Államokban a salemi boszorkányperek során.

18. század eleje
- Fokozatosan megtörténik a varázslóvilág teljes elrejtése. „Ettől kezdve a muglik lassan elfelejtik a mágia létezését és áttérnek a technikai civilizáció útjára. A két világ teljesen különválik egymástól.”[28]

1711
- Először festik pirosra a kvaffot a jobb láthatóság érdekében.[25]

1717
- A Mágiaügyi Minisztérium főbenjáró átoknak nyilvánítja a Cruciatus-, Imperius- és Avada Kedavra-átkokat.[29]

1749
- Vámpírok megsértik a Titokvédelmi Alaptörvényt.[30]

1750
- A Titokvédelmi Alaptörvény kibővítése a 73. cikkellyel, amely szerint „minden varázsügyi kormányzószerv felelős az illetékességi területén élő mágikus bestiák, mágikus értelmes lények és kísértetek elrejtéséért, gondozásáért és felügyeletéért.”[27]

1792
- Kivégeznek egy embert megtámadó hippogriffet.[19]
- A Trimágus Tusa során egy sárkánygyík támadása következtében mind a Roxfort, mind a Beauxbatons és a Durmstrang igazgatója megsebesül.[31]

### Az előtörténet

#### 1800-as évek
1847
- Megszületik Phineas Nigellus Black a Roxfort későbbi igazgatója, Sirius Black ükapja.[7]

1881
- Percival és Kendra Dumbledore legidősebb gyermekeként megszületik Albus Percival Wulfric Brian Dumbledore.[32]

1882
- Megszületik Gellert Grindelwald.

1884
- Megszületik Dumbledore öccse, Aberforth.[32]

1889
- Megszületik Dumbledore húga, Ariana.[32]

1895
- Három mugli fiú meglesi a hatéves Ariana Dumbledore-t, amint varázsol, és olyan súlyosan bántalmazzák, hogy a kislány megtébolyodik. Apja fölkutatja a fiúkat és „irgalmatlanul elbánik velük”. A Mágiaügyi Minisztérium emberei elfogják és muglikínzásért az Azkabanba zárják. Ariana állapotáról nem beszél sem ő, sem a család, mert nem akarják, hogy a kislányt egy életre a Szent Mungóba zárják.
- Kendra Dumbledore a gyerekeivel Godric’s Hollow-ba költözik.

1892
- Albus Dumbledore elsőéves a Roxfortban. Roxfortos diákként kitűnő eredményeket ér el, minden nagyobb díjat megnyer, rengeteget publikál neves folyóiratokban, a kor legjelentősebb mágusaival levelezik.

1899
- Gellert Grindelwaldot kicsapják a Durmstrangból, elhagyja hazáját, és nagynénjéhez, a Nagy-Britanniában, Godric’s Hollow-ban élő Bathilda Bircsók mágiatörténészhez költözik.
- Dumbledore végez a Roxfortban; kitűnő eredménnyel teszi le a RAVASZ-t. Roxfortos hagyományokhoz híven azt tervezik, hogy világkörüli útra mennek barátjával, Elphias Doge-dzsal, de tervezett út előestéjén tragédia történik: Ariana Dumbledore egy véletlen átokkal megöli édesanyját, Kendrát.
- Albus Dumbledore összebarátkozik Grindelwalddal, és oly mértékben hatása alá kerül, hogy elveszti morális érzékét.[33] Terveket szőnek a varázslók fölemelésére és a muglik leigázására, valamint a Halál ereklyéinek fölkutatására. Mivel Aberforth még iskolába jár, Arianát pedig nem lehet magára hagyni, úgy tervezik, hogy magukkal viszik a keresésre. Aberforth a szemükbe mondja, hogy erről tegyenek le: Ariana nincs olyan állapotban, hogy utazgasson. Összeszólalkoznak, hármas párbajra kerül sor, és egy véletlen átok – nem tudni, kinek a pálcájából származik – megöli Arianát. Grindelwald elmenekül, Aberforth pedig Ariana temetésén betöri Albus orrát.

#### 1900-as évek
- Egy Gregorovics nevű pálcakészítő fennen hangoztatja, hogy birtokában van a Pálcák Ura. Grindelwald egy éjjel betör hozzá és ellopja tőle.

#### 1920-as évek
1925
- Meghal Phineas Nigellus Black a Roxfort legkevésbé népszerű igazgatója, Sirius Black ükapja.[7]
- Megszületik Walburga Black, Sirius Black édesanyja.[7]

1926
- Little Hangleton faluban muglikínzásért letartóztatják, majd az Azkabanba viszik Rowle Gomoldot és fiát, Morfin Gomoldot, akik Mardekár Malazár és Cadmus Peverell leszármazottai. Az egyedül maradt Merope, Rowle lánya szerelmi bájitallal magához köti a helyi úri fiút, a mugli Tom Denemet, elköltöznek és összeházasodnak. Néhány hónappal később abban a tévképzetében, hogy Tom most már „magától” is szerelmes belé, abbahagyja a bájital adagolását. A föleszmélő Tom borzadva otthagyja boszorkány feleségét. Az elszegényedett Merope eladja egyetlen értékét, egy régi családi ékszert, Mardekár medálját a Borgin & Burke’s boltban. Mindössze 10 galleont kap érte.

December 31.
- Tom Denem és Merope Gomold gyermekeként egy londoni árvaházban megszületik Tom Rowle Denem, a későbbi Voldemort nagyúr. Merope Gomold belehal a szülésbe.

1928
December 6.
- Egy varázsló férfi és Fridwulfa óriásnő gyermekeként megszületik Rubeus Hagrid.

1929
- Morfin Gomoldot kiengedik Azkabanból.

#### 1930-as évek
1931
- Fridwulfa elhagyja férjét és gyermekét Hagridot.

1935
Október 4.
- Megszületik Minerva McGalagony.

1938
- Dumbledore fölkeresi a londoni árvaházat, és tudomására hozza Tom Denemnek, hogy varázsló. Az árvaház igazgatónőjétől megtudja, hogy Denemtől félnek a társai. Denem elmondja Dumbledore-nak, hogy képes másoknak fájdalmat okozni, és tud beszélni a kígyókkal.

Szeptember 1.
- Elkezdődik Tom Denem első roxfortos éve. A Teszlek Süveg a Mardekár házba küldi.

#### 1940-es évek
1940
- Hagrid elsőéves a Roxfortban.

1941
- Tom Denem naplót vásárol magának Londonban. Ebből készíti majd el első horcruxát.
- Hagrid megkapja és a szekrényében nevelgeti Aragogot, az óriáspókot.
- Hagrid apja meghal.

1942
- Tom Denem a Mardekár ház prefektusa.

1943
Június 13.
- Tom Denem kiengedi a Titkok Kamrájából a hajdan Mardekár által elrejtett baziliszkuszt. A szörnyeteg pillantásával megöl egy Myrtle nevű mugliivadék lányt, aki ettől kezdve az iskola második emeleti lányvécéjében kísért, és a diákok ráaggatják a Hisztis Myrtle csúfnevet. Denem Hagridra tereli a gyanút, mintha Mardekár szörnyetege valójában Aragog volna. Aragog elmenekül a Tiltott Rengetegbe.
- Hagridot kicsapják, de Dumbledore javaslatára a Roxfortban maradhat mint vadőr. Tom Denem megkapja az „Önzetlenül az Iskoláért” különdíjat.

Nyár folyamán
- Tom Denem fölkeresi Little Hangletonban nagybátyját, Morfint. Elkábítja, és elszedi tőle a Gomold-család gyűrűjét, majd megöli apját és nagyszüleit. Morfin fejébe hamis emléket ültet, aki így azt hiszi magáról, hogy ő a gyilkos. Ahogy korábban Gomoldék, úgy Voldemort se tud róla, hogy a gyűrűben található fekete kő valójában a Feltámadás Köve.

1944
- Tom Denem iskolaelső. A hozzá legközelebb álló iskolatársai – a későbbi halálfalók – előtt már ekkor Voldemortnak nevezi magát. Egy négyszemközti beszélgetésben bájitaltanárától, Horatius Lumpsluck professzortól érdeklődik a horcruxokról, és fölteszi a kérdést, hogy vajon nem az-e a legjobb, ha egy varázsló nem csupán kettő, hanem hétfelé osztja a lelkét. Valamikor ezt követően Denem elkészíti első két horcruxát: a gyűrűt apja, a naplót Hisztis Myrtle halála kapcsán alakítja át.

1945
- Tom Denem végez a Roxfortban. Ezt megelőzően azonban – valamikor a roxfortos évek során – kifaggatja a Hollóhát ház kísértetét, a Szürke Hölgyet – aki valójában Hollóháti Hedvig leánya –, hogy mit tud anyja elveszett diadémjáról. A Szürke Hölgy elárulja, hogy annak idején ő maga lopta el a diadémot, és egy albániai erdőben rejtette el.
- Galatea Merrytought professzor, a sötét varázslatok kivédése tanár nyugdíjba megy. Denem megpályázza helyét, azonban az igazgató, Armando Dippet elutasítja azzal, hogy túl fiatal. Denem állást vállal a Borgin & Burke’s cégnél.
- Albus Dumbledore párbajban legyőzi Gellert Grindelwaldot, és elveszi tőle a Pálcák Urát.

1946
- Voldemort a Borgin & Burke’s alkalmazottjaként fölkeres egy idős boszorkányt, Hepzibah Smith-t, aki eldicsekszik két értékes kincsével: Mardekár medáljával (amelyet húsz évvel korábban Voldemort anyja adott el Burke-nek), valamint Hugrabug Helga kis aranypoharával. Voldemort meggyilkolja Hepzibah-t (a gyilkossággal a hatóságok a boszorkány Hóki nevű házimanóját gyanúsítják), és elrabolja a két ereklyét. Hepzibah halála kapcsán a medált, egy meggyilkolt mugli csavargó halála kapcsán pedig a poharat is horcruxszá alakítja. Nem sokkal ezután Voldemort eltűnik Nagy-Britanniából.

1947
- Megjelenik Bathilda Bircsók A mágia története c. alapműve, amely a 19. század végéig tárgyalja a varázsvilág eseményeit.
- Minerva McGalagony elsőéves a Roxfortban.

1949
Október 30.
- Megszületik Molly Prewett, a későbbi Molly Weasley, Ron Weasley édesanyja.

#### 1950-es évek
- Az 1940-es évek végén vagy az 1950-es években Voldemort Albániában megtalálja Hollóháti Hedvig diadémját, és egy albán paraszt meggyilkolása után elkészíti belőle ötödik horcruxát.

1950
Február 6.
- Megszületik Arthur Weasley, Ron Weasley édesapja.

1951
- Megszületik Bellatrix Black, a későbbi Bellatrix Lestrange[7]
- Megszületik Rita Vitrol.

1952
- Megjelenik Tudor Hushpush A kviddics évszázadai című könyve.

1953
- Megszületik Andromeda Black, Nymphadora Tonks édesanyja.

1954
- Megszületik Lucius Malfoy, Draco Malfoy édesapja.
- Minerva McGalagony végez a Roxfortban, és a Mágiaügyi Minisztériumban kezd el dolgozni.

1955
- Megszületik Narcissa Black, a későbbi Narcissa Malfoy, Draco Malfoy édesanyja.[7]

1956 körül
- Albus Dumbledore lesz a Roxfort igazgatója.

1956
December
- Minerva McGalagony tanítani kezd a Roxfortban.

1958 körül
- Megszületik Bertha Jorkins a Mágiaügyi Minisztérium későbbi dolgozója.

1959 vagy 1960
- Megszületik Sirius Black.
- Megszületik Peter Pettigrew.

#### 1960-as évek
- Voldemort újra felbukkan Nagy-Britanniában, és megkéri Dumbledore-t, hogy adja neki a sötét varázslatok kivédése állást. Dumbledore elutasítja a kérést. A kastélyba érkező vagy onnan távozó Voldemort elrejti a diadém-horcruxot a Szükség Szobájában. Megátkozza a sötét varázslatok kivédése állást: onnantól kezdve Dumbledore egyetlen SVK-tanárát sem tudja egy évnél hosszabb időre megtartani.

1960
Január 9.
- Egy Tobias Piton nevű mugli és egy Eileen Prince nevű boszorkány gyermekeként megszületik Perselus Piton.

Január 30.
- Megszületik Lily Evans, a későbbi Lily Potter, Harry Potter édesanyja.

Március 10.
- Megszületik Remus Lupin. Valamikor gyermekkorában megharapja Fenrir Greyback vérfarkas, így Lupin is vérfarkassá változik.

Március 27.
- Godric’s Hollow-ban Megszületik James Potter, Harry Potter édesapja.

1961
- Megszületik Regulus Arcturus Black, Sirius öccse.[7]

1962
- Megszületik ifj. Barty Kupor.

#### 1970-es évek
- Voldemort megerősödése és rémuralma Nagy-Britanniában. Dumbledore megszervezi az ellenállók csoportját, a Főnix Rendjét.

1970
November 29.
- Arthur Weasley és Molly Weasley első gyermekeként megszületik William Arthur „Bill” Weasley.

1971
- Petunia Evans levelet ír Dumbledore-nak, hogy – húgához hasonlóan – ő is szeretne a Roxfortba járni. Dumbledore kedvesen, de határozottan visszautasítja a kérést, mivel Petunia mugli. Petunia innentől kezdve gyűlöli a varázsvilágot.
- James Potter, Lily Evans, Sirius Black, Remus Lupin, Peter Pettigrew és Perselus Piton és első évüket kezdik a Roxfortban; Piton kivételével valamennyien a Griffendélbe kerülnek.
- James megkapja apjától a Láthatatlanság Köpenyét.
- Lupin átváltozásai miatt megépítik Roxmortsban a Szellemszállást, a hozzá vezető, a roxforti birtokról nyíló alagút bejáratához – biztonságképpen – elültetnek egy fúriafűzet.
- Piton csalódott, hogy Lily nem a Mardekárba került vele együtt, és magányát azzal oldja, hogy az elkövetkező évek során mindinkább a fekete mágia felé fordul.

Valamikor Jamesék első tanévének kezdetét követően
- James, Sirius és Peter rájönnek Lupin titkára, és elkezdenek animágiát tanulni, hogy átváltozásai során vele tarthassanak.

1972
December 12.
- Arthur Weasley és Molly Weasley második gyermekeként megszületik Charles Weasley.

1973
- Ted Tonks és Andromeda Black gyermekeként megszületik Nymphadora Tonks

1975 körül
- Megszületik Stan Shunpike, a Kóbor Grimbusz későbbi kalauza.
- Remus Lupin prefektus lesz.

1976
- Megszületik Viktor Krum.
- Megszületik Oliver Wood.

Június
- James Potter, Lily Evans, Sirius Black, Remus Lupin, Peter Pettigrew és Perselus Piton leteszik RBF vizsgáikat. James nyilvánosan megszégyeníti Pitont. Lily a védelmére kel, de Piton – noha évek óta szerelmes a lányba – zavarában és szégyenében visszautasítja a védelmet, és sárvérűnek nevezi Lilyt. Piton borzalmasan bánja, hogy kicsúszott a száján ez a szó, de Lily nem bocsát meg neki, és megszakad köztük a kapcsolat.

Augusztus 22.
- Arthur Weasley és Molly Weasley harmadik gyermekeként megszületik Percival Ignatius „Percy” Weasley.

1977
- Megszületik Cedric Diggory.
- Megszületik Fleur Delacour.

1978
- Megszületik Katie Bell.

Április 1.
- Arthur Weasley és Molly Weasley negyedik és ötödik gyermekeként megszületik Fred Weasley és George Weasley.

1978 vagy 1979
- James Potter és Lily Evans összeházasodnak.

1979
- Megszületik Cho Chang.
- A Regulus Blacktől kölcsönkért Sipor segítségével Voldemort egy barlangban rejti el a Mardekár medáljából készült horcruxot. Regulus Black elfordul Sötét Nagyúrtól, és élete föláldozásával megszerzi (és egy hamis medállal cseréli ki) a horcruxot. Az igazit Siporra bízza, hogy majd semmisítse meg. Sipor erre képtelen, ezért elrejti a medált a Black-család londoni házában.

Szeptember 19.
- Két mugli fogorvos gyermekeként megszületik Hermione Jane Granger.

#### 1980-as évek
1979 vége vagy 1980 eleje
- Egy hajdani híres látó ükunokája, Sybill Patricia Trelawney megpályázza a jóslástan állást Roxfortban. Dumbledore a roxmortsi Szárnyas Vadkan fogadóban találkozik vele. Rájön, hogy a nő voltaképpen szélhámos, de az állásinterjú során Trelawney transzba esik, és – tudtán kívül – elmondja a Sötét Nagyúr bukásáról szóló jóslatot, miszerint „az egyetlent, aki diadalmaskodhat a Sötét Nagyúr fölött […] a hetedik hónap halála szüli”. A jóslat első felét kihallgatja Perselus Piton, aki akkor már halálfaló, és elmondja Voldemortnak.

1980
Március 1.
- Arthur Weasley és Molly Weasley hatodik gyermekeként megszületik Ronald Bilius „Ron” Weasley.

Június 5.
- Lucius Malfoy és Narcissa Malfoy gyermekeként megszületik Draco Malfoy.[7]

Június 22.
- Vernon Dursley és Petunia Dursley gyermekeként megszületik Dudley Dursley.

Július 30.
- Frank és Alice Longbottom gyermekeként megszületik Neville Longbottom.

Július 31.
- James Potter és Lily Potter gyermekeként Godric’s Hollowban megszületik Harry James Potter.

Valamikor Harry születése után
- Piton megtudja, hogy Voldemort szerint a jóslat Lily Evans fiára vonatkozik, és arra kéri, hogy a nőt kímélje meg, Dumbledore-t pedig arra, hogy rejtse el a családot. Piton ettől kezdve Dumbledore-nak kémkedik a halálfalók között.

1981
- Megszületik Colin Creevey.
- Megszületik Luna Lovegood.
- James megmutatja Dumbledore-nak a láthatatlanná tevő köpenyét, Dumbledore rájön, hogy az a Halál ereklyéinek egyike, és kölcsönkéri tanulmányozásra.

Augusztus 11.
- Arthur Weasley és Molly Weasley hetedik gyermekeként megszületik Ginevra Molly „Ginny” Weasley.

Szeptember 1.
- Perselus Piton dolgozni kezd a Roxfortban. Sötét varázslatok kivédését szeretne tanítani, azonban Dumbledore a bájitaltan oktatását bízza rá.

Október 24.
- A Potter-család a Fidelius-bűbáj segítségével elrejtőzik a Godric’s Hollow-i házban. Mindenki úgy tudja, hogy a titokgazda Sirius Black, valójában azonban az utolsó pillanatban cserélnek, és Peter Pettigrewra bízzák a titkot.

Október 31.
- Pettigrew elárulja Potterék tartózkodási helyét Voldemortnak.
- Voldemort Godric’s Hollowba megy. Meggyilkolja Jamest, majd Harry ellen indul. Lily elé áll, az életét adja Harryért, s ezzel az ősi bűbájjal védi meg fiát. Amikor Voldemort Harryre is kimondja az Avada Kedavra átkot – azzal a szándékkal, hogy majd az ő halála árán készíti el hatodik, utolsó horcruxát –, a Lily életáldozatából adódó mágikus védelem miatt az átok visszapattan. A ház egy része romba dől, Voldemort amúgy is meghasadt lelkéből pedig lehasad egy foszlány, és beveszi magát a helyszínen található egyetlen élőlény, Harry testébe. Voldemorttal a visszapattant gyilkos átok – horcruxai miatt – nem tud végezni, de csaknem megsemmisül, elveszti testi valóját és varázserejét, és elbujdosik. A csecsemő Harry – egyedül a történelem során – épen és egészségesen megússza az Avada Kedavra átkot, de a homlokán, ahol a varázs eltalálta, s ahol Voldemort lélekrésze beléköltözött, villám alakú sebhely keletkezik.

November 1.
- Pettigrew magához veszi a romok közül Voldemort varázspálcáját.
- Dumbledore mágikus úton megtudja, mi történt Potterékkel, és elküldi Rubeus Hagridot, hogy mentse ki Harryt a romok közül, McGalagony professzort pedig kiküldi őrszemnek Harry egyetlen élő rokona, Petunia Dursley és férje, Vernon Little Whingingben lévő, Privet Drive 4. szám alatti házához.
- Sirius Godric’s Hollowba megy, találkozik Hagriddal és kölcsönadja neki repülő motorkerékpárját.
- Sirius rájön, hogy csak Pettigrew lehet az áruló. Londonban szembenéznek egymással, de Pettigrew a háta mögött varázspálcájával felrobbantja az utcát, leszakítja az egyik ujját, patkánnyá változik, és eltűnik a csatornában. A robbanás ereje tizenhárom emberrel végez: a látszat az, hogy Sirius a gyilkos. Letartóztatják és az Azkabanba zárják.
- Hagrid Harryt – Dumbledore utasítása szerint – a Privet Drive-ra viszi.
- Dumbledore levelet ír Petuniának, amelyben tájékoztatja a történtekről, és megkéri, hogy nevelje Harryt saját fiaként. Amíg Harry otthonának tudja a Privet Drive-i házat, addig a Lily vére által biztosított varázs megvédi életét. Ezzel a tudattal élve, ezt a feladatot teljesítve – írja Dumbledore – Petunia mégis részese lehet annak a varázsvilágnak, amelybe gyermekként nem léphetett be. Harryt a levéllel együtt elhelyezik a Privet Drive 4. lépcsőjén.
- Az egész varázsvilág ujjong, hogy megszabadultak Voldemorttól. Az alig több mint egy esztendős Harry egy csapásra híres lesz: „a kis túlélő”-ként emlegeti mindenki.

November 3.
- Négy halálfaló – köztük Bellatrix Lestrange és ifj. Bartemius Kupor – megpróbálják fölkutatni Voldemortot, s ennek során a Cruciatus átokkal a tébolyig kínozzák Frank és Alice Longbottomot. Mind a négyen az Azkabanba kerülnek.

1981 vagy 1982
- Bartemius Kupor-nak, a Varázsbűn-üldözési Főosztály vezetőjének tudtával haldokló felesége, valamint az Azkabanban ülő fia százfűlé-főzet segítségével helyet cserélnek. Az asszony a fiú képében meghal Azkabanban, az ifjú halálfaló ettől kezdve a legnagyobb titokban él az apja házában, az Imperius átok kötelékében.

1983
- Megszületik Dennis Creevey.

1985
- Meghal Walburga Black, Sirius Black anyja.[7] Ettől kezdve a londoni Grimmauld téri Black-ház egyetlen lakója Sipor, az öreg házimanó.

1986
- Megszületik Gabrielle Delacour.

#### 1990-es évek
1990
- Hagrid megveszi Bolyhoskát egy görög idegentől.
- Luna Lovegood édesanyja meghal egy visszafelé elsülő kísérleti bűbájtól.
- A roxforti mugliismeret-tanár,[35] Mógus professzor egyéves tanulmányútra megy. Albániában az árnyként tengődő Voldemort megszállja a testét, és Mógussal együtt visszatér Nagy-Britanniába.

### AHarry Potter-sorozatban leírt események

#### 1991
Június 22.
- Dudley Dursley 11. születésnapja. Harry egy kígyóval beszélget az állatkertben, és véletlenül rászabadítja Dudley-ra.

Július 24.
- Megérkezik Roxfortból az első levél Harry nevére, de nagybátyja és nagynénje a címzést látva megakadályozzák, hogy elolvassa. További levelek érkeznek, előbb csak egy néhány, végül százasával. A Dursley család minden eszközzel igyekszik megakadályozni, hogy Harry akár csak egyet is megkaparintson a levelek közül. Végül lezárják a házat és útra kerekednek; július 30-ról 31-re virradó éjjel a tengeren, egy apró szigeten lévő, lepusztult viskóban éjszakáznak.

Július 31.
- Harry 11. születésnapja. Éjfélkor Rubeus Hagrid betör a viskóba, és végre átadja Harrynek a levelét, és elmondja neki, hogy ő, Harry, valójában varázsló. Elmeséli csodálatos megmenekülését gyerekkorában, és közli Harryvel, hogy tudtán kívül nevezetes ember. Hagrid az ellenkező Dursley-ék miatt bedühödik, és malaccá akarja változtatni Dudley-t, de végül csak egy malacfarkat varázsol a fenekére, mivel „úgy tűnik, már amúgy is malac volt, csak a farok hiányzott róla”.[36]
- Reggel otthagyják Dursley-ékat a szigeten, és elmennek az Abszol útra, hogy megvegyék Harry iskolai felszerelését. Harry a Foltozott Üstben találkozik Mógus-sal.
- A Gringotts bankból pénzt vesznek ki Harrynek, valamint Hagrid Dumbledore megbízásából elhozza a 713-as széfből a bölcsek kövét.
- Talárvásárlás közben Harry megismerkedik Draco Malfoy-jal.
- Ollivandernél megveszik Harry varázspálcáját, s mivel köztudott, hogy „a pálca választja a varázslót”,[13] Harryt egy magyalból készült, 11 és fél hüvelyk hosszú pálca választja ki, amelynek magja főnixtollból készült. Ollivander elmondja, hogy az a főnix, amelynek a faroktollából ez a páca készült, összesen két tollat adott, s a másikat annak idején, érdekes módon, Voldemort vette meg.
- Hagrid egy hóbaglyot vásárol Harrynek, születésnapjára.

Augusztus 1.
- Harry baglyát Hedvignek nevezi el; a nevet a mágiatörténet-tankönyvet lapozgatva találja.

Augusztus 31.
- Vernon bácsi megígéri, hogy másnap kiviszik Harryt az iskolai vonathoz, de csak azért, mert amúgy is Londonba készülnek: le kell operálni Dudley malacfarkát.

Szeptember 1.
- Harry először utazik a Roxfort expresszen. A vonat a King’s Cross állomás 9 és ¾. vágányáról indul délelőtt 11 órakor, és észak felé tart. Este érkeznek Roxfortba.
- Harry a vonaton megismerkedik Ronnal, aki ettől kezdve a legjobb barátja, valamint Hermionéval, akit egyáltalán nem talál szimpatikusnak.

- A beosztási ceremónián a Teszlek Süveg érzékeli Harry fejében Voldemort lélekdarabkáját, és a Mardekárba akarja tenni Harryt, de Harry (aki tudja, hogy a Mardekárból került ki a legtöbb sötét varázsló) rémült könyörgésére végül a Griffendélbe osztja.
- Az évnyitó lakoma során Harry a tanárokat nézegeti. Piton és Mógus (utóbbi testében Voldemort-tal) egymás mellett ülnek; amikor Harry feléjük néz, hirtelen megfájdul a sebhelye.

Szeptember 2.
- Harry első bájitaltan órája Perselus Pitonnal. Piton – akit Harry egész megjelenése James-re emlékeztet – beleköt Harrybe és megalázza.

Szeptember 5.
- Harry első repülésórája. Kiderül, hogy kiválóan tud röpülni, és McGalagony professzor kezdeményezésére bekerül a Griffendél kviddicscsapatába.

Október 31.
- Ron megbántja Hermioné-t, aki ezért a földszinti lányvécébe zárkózik.
- Mógus professzor elenged egy trollt a földszinten, ezért abbahagyják a lakomát.
- Ron és Harry véletlenül bezárják a trollt a lányvécébe, aztán megmentik Hermioné-t.
- Ron, Harry és Hermione összebarátkoznak.

December 22.
- Hermione hazautazik a téli szünetre.

December 25.
- Harry és a Weasley testvérek, egyedüli Griffendélesként a kastélyban maradnak karácsonyozni
- Harry életében először kap igazi karácsonyi ajándékokat, aminek nagyon örül. Az ajándékok egyike a Láthatatlanság Köpenye.

#### 1992
Január 2.
- Hermione visszamegy és folytatják a keresést Nicolas Flamel személye után, akiről Harry az első csokibékás kártyáján talál némi leírást.

Január-Június
- Harry, Ron és Hermione minden információt megtud a Bölcsek kövéről és kitervelik, hogyan fogják megszerezni.

Június vége felé
- Harry, Ron és Hermione megszerzik a bölcsek kövét, Harry ekkor találkozik másodszor Voldemorttal, aki Mógus professzor testében él.

Augusztus közepén
- Harryt meglátogatja egy házimanó, Dobby és megkéri, hogy ne menjen vissza a Roxfortba, de mivel Harry nem teljesíti kérését, ezért Dobby úgy intézi, hogy a fiút bezárják szobájába. Innen a Weasley testvérek segítségével szabadul ki, majd jut el az Odúba, Weasley-ék házába egy repülő autón.
- Harry újra találkozik a legkisebb Weasley csemetével, Ginny Weasley-vel, aki szerelmes belé.

Szeptember
- Gilderoy Lockhart elkezd tanítani a Roxfortban, de kiderül róla, hogy kétbalkezes, majd év végére az is kiderül, hogy mások dicsőségének ellopásával szerzett hírnevet magának. Ehhez az "Exmemoriam" nevű átkot használta fel.
- Dobby szabotálja azt a falat, ahol át lehet jutni a Roxfort Expressz peronjára, ezért Harry és Ron azon repülő autón jutnak el a Roxfortba, amelynek segítségével korábban megszöktették Harry-t. A megérkezés után a jármű a Tiltott Rengetegbe hajt.
- Mardekár Malazár kígyóját valaki ismét elszabadítja a Roxfortban, amely néhány diákot kővé dermeszt. Harryék megtudják Binns professzortól, hogy az állítólagos kamrában rejtőző valami egy szörnyeteg. Ezek után Harryék elmennek a Tiltott Rengetegbe Hagrid javaslatára, ahol Aragogtól megtudják, hogy nem Hagrid nyitotta ki a Titkok Kamráját, és a repülő autó segítségével menekülnek meg Aragog gyerekeitől. Hermione segítségével Harry és Ron rájön, hogy a kamrában rejtőző szörny egy baziliszkusz.

#### 1993
Valamikor a tanév végén
- Harry bejut a Titkok kamrájába, ahol Ginny a kamrában fekszik, miközben Tom Denem, azaz Voldemort nagyúr egyre erősebb lesz. Tom elárulja, hogy ő adta Ginny-nek az utasításokat és, hogy mikor Ginny félni kezdett a könyvtől, le akarta húzni a WC-n és az így került Harryhez. Viszont azt nem mondja el, hogy a könyv valójában egy horcrux.
- Harry a baziliszkusz fogával megsemmisíti Voldemort naplóját, amellyel harmadszor is legyőzi Voldemortot.

Nyáron
- Vernon bácsi nővére, Marge látogatóba jön , feldühíti Harry-t, aki erre varázslattal szándékolatlanul felfújja, majd megszökik a Dursley házból.
- Sirius Black megszökik Azkabanból, titokban tartott animágusi képességét használva.

Szeptember
- Remus Lupin elkezd tanítani a Roxfortban, de mivel a szülők megtudják, hogy vérfarkas, a tanév végén fel is mond.

#### 1994
Január
- Lupin megtanítja a dementorűző partónus-bűbájra Harry-t ("Expecto Patronum").

Június 6.
- Harryék kiderítik, hogy Sirius nem ölt meg senkit az utcai párviadalban. Amikor a bűnös Peter Pettigrew-t (azaz Ron patkányát, Makeszt) a dementorok kezére akarják adni az ismét patkánnyá változik és elmenekül.
- Harry és Hermione megmentik Siriust Hermione időnyerőjével.

Szeptember-December
- 30 év után először Nagy-Britanniában játsszák a Kviddics Világkupa döntőjét.
- ifj. Barty Kupor, Voldemort parancsára, Rémszem Mordon-nak álcázva magát tanítani kezd a Roxfortban.
- Megrendezésre kerül a Roxfortban az első Trimágus Tusa, amelyet hosszú évek óta nem rendeztek meg. Eredetileg három kiválasztott lenne ám négy ifj. Barty beavatkozása miatt négy bajnokot választ a serleg. A négy bajnok: Viktor Krum (Durmstrang), Fleur Delacour (Beauxbatons), Cedric Diggory és Harry Potter (Roxfort)
- ifj. Barty megtanítja Harry évfolyamának a főbenjáró átkokat és az Imperius-elleni védekezést.
- Harry sikert arat az első próbán. Legyőzi a sárkányt és megszerzi az aranytojást.

#### 1995
- Harry rájön, az aranytojás titkára (Cedric Diggory és Hisztis Myrtle segítségével) és a feladatot Dobby (aki a Roxfortban dolgozik pénzért) Varangydudvájával oldja meg, amit a manó Pitontól lop el.
- A harmadik próbán Harry és Cedric egyszerre fogják meg a serleget, és eljutnak a temetőbe, ahol Voldemort Féregfarkkal megöleti Cedriket, majd segítségével emberi alakot ölt.
- Ezután Voldemort összehívja a halálfalókat, és párbajban Harryvel egyszerre mondják ki a támadó varázsszavakat. Harry a "Cappitulatus"-t, Voldemort pedig az "Adava Kedvara"-t, de mivel pálcáiknak a magja ugyanattól a főnixtől származik, létrejön a Priori Incantatem, amiben Harry meglátja Voldemort utolsó öt áldozatát, és segítségükkel megmenekül.
- A Roxfortban lelepleződik az ál-Mordon és a Weasley-házaspár megismerkedik Sirius Blackkel.
- Megemlékezést tartanak Cedrickről, és Dumbledore elmondja a gyerekeknek, hogy Voldemort visszarért.
- Nyáron Dumbledore professzor újraszervezi a Főnix Rendjét. Négy héttel később két dementor jelenik meg Little Whingingben, akiket Harry kerget el.
- Az új SVK (sötét varázslatok kivédése) tanárnő Dolores Umbrigde lesz, egy minisztériumi dolgozó, akivel Harry vitába száll, ezért Umbrigde leíratja Harryvel, hogy "hazudni bűn". Az írástól, a vésőpenna ejtette seb ott marad Harry kezén.
- Harry, Ron és Hermione megalapítják Dumbledore Seregét.
- Harry vízióban látja, hogy Arthur Weasley-t megtámadja Voldemort kígyója. Ettől kezdve okklumenciát tanul.
- Harry-ék a karácsonyt Sirius házában töltik, amely egyben a Főnix Rendjének főhadiszállása is.

#### 1996
- Piton egyik okklumenciáján Pitont kihívják a foglalkozásról. Harry belenéz a merengőbe és meglát egy emléket, amelyben az apja, James megalázza Pitont, aki sárvérűnek nevezi Lilyt. Piton nagyon bánja, hogy kicsúszott a száján, hiszen szereti Lilyt, de a lány nem bocsát meg neki, kapcsolatuk ettől fogva megszakad.
- Dumbledore-t az Azkabanba akarják zárni a Minisztérium emberei, ám ő elmenekül. Umbridge átveszi az igazgató helyét.
- Fred és George megszöknek az iskolából, egy mobil mocsarat hátrahagyva a 3. emeleten.
- Harry a mágiatörténet RBF vizsga közben vízióban látja, hogy Siriust kínozzák, ezért betör Umbridge szobájába hogy a tűzben beszélhessen Siriusszal, azonban csak Sipor válaszol neki. Umbridge rátalál és kínozni akarja Harryt de Hermione elcsalja a Tiltott rengetegbe (ahol elrabolják a kentaurok). Harry Hermionéval, Ronnal, Ginnyvel, Lunával és Neville-lel keresztapja segítségére siet.
- A minisztériumban Bellatrix megöli Sirius Black-et, így Harryé lesz a Grimmauld téri ház, ezzel együtt Sipor, akit a Roxfortba küld.
- Fred és George boltot nyitnak az Abszol úton.
- Draco Malfoyt halálfalóvá avatják, és azzal bízzák meg hogy ölje meg Dumbledore professzort. Harry ettől kezdve komolyabban is gyanakszik Dracora. Piton megesküszik Narcissa Malfoynak, Bellatrix Lestrange közreműködésével, hogy segíti Malfoyt, és ha a fiú elbukik, akkor ő végzi el a küldetést.
- A halálfalók elrabolják Ollivandert.
- Horatius Lumpsluck visszatér a Roxfortba bájitaltant tanítani, és Piton megkapja a hőn áhított SVK-t. Harry egy ütött-kopott bájitaltan könyvet kap, ami egy magát Félvér Hercegnek nevező személyé volt. A könyv segítségével Harry kiváló eredményeket ér el a Bájitaltan órákon, és Lumpsluck meghívja Hermionéval együtt a Lump-klub-ba, Lumpsluck kedvenc tanítványai közé.
- Draco Malfoy különös érdeklődést mutat egy bizonyos Volt-Nincs szekrény után.
- Lumpsluck ügyes bájitalfőzőnek tartja Harryt, (akárcsak az édesanyját, aki szintén a kedvence volt), de nem tudja, hogy a fiú a herceg könyvéből néz ki mindent.

#### 1997
Június
- Dumbledore és Harry elmennek megkeresni Voldemort egyik horcruxát, Mardekár Malazár medálját, ami egy barlangban volt elrejtve (később kiderül hogy ez a medál hamis volt, és hogy egy bizonyos R.A.B [Regulus Arcturus Black] ellopta az igazit, és megpróbálta elpusztítani.)
- Harry és Dumbledore visszatérnek a "sikeres" keresésről.
- Draco Malfoy halálfalókat csempész be a Roxfortba.
- Dumbledore meghal, de nem Draco keze által, mert ő nem tudta megtenni, Piton szórja rá a gyilkos átkot. Piton elárulja Harrynek, (aki bosszúból a "Sectumsempra" átkot használta, a Herceg átkát), hogy ő a félvér herceg.

Július
- Harry Privet Drive-ról való kimenekítése közben Hedviget eltalálja egy gyilkos átok, és George fülét leszakítja Piton egyik átka.
- Rémszem meghal

július 31:
- Harry, Ron és Hermione örökséget kapnak Dumbledore-tól (Harry első kviddicsmeccsén elkapott cikesze, Bogar Bárd meséi, Önoltó)
- Harry nagykorú lesz

Augusztus 1.
- Bill és Fleur összeházasodnak.
- Rufus Scrimgeour meghal.
- A halálfalók átveszik a hatalmat a Mágiaügyi Minisztérium fölött.
- Harryék elmenekülnek a Grimmauld térre, ahol kibékülnek Siporral.

Augusztus
- Kiderül, hogy az igazi medál Umbridge-nél van.

Szeptember 2.
- Harry, Ron és Hermione a Minisztériumba mennek megszerezni a medál-horcruxot.

November
- Harryék sehogy sem tudják elpusztítani a megszerzett horcruxot.
- Ron és Harry összevesznek, Ron otthagyja őket.

December 24.
- Harry és Hermione elmennek Godric's Hollow-ba.
- Harry rábukkan szülei sírjára, valamint lerombolt házukra, ahol Voldemort megölte a szüleit.
- Találkoznak Bathilda Bircsókkal, aki a házába viszi őket. Ám ez csapda: Bathilda valójában Nagini, Voldemort kígyója.

December vége
- Harry éjszaka őrködés közben egy őzsuta alakú patrónust pillant meg, amely egy tóhoz vezeti. A tóban meglátja Griffendél kardját, beúszik érte, ám a medál fojtogatni kezdi a vízben. Ekkor bukkan rá Ron, megmenti az életét, és kihozza a tóból Griffendél kardját is.
- Ron, Griffendél kardja segítségével, el tudja pusztítani a medált, a benne lévő horcrux megsemmisül.

#### 1998
Március vagy április (húsvéti szünet):
- Halálfalók egy csoportja elfogja Harry-t, Ront, Hermionét, Ampókot a koboldot és Dean Thomast. Hermione, hogy Harry-t ne ismerjék fel, csalánártást szór rá. Ennek ellenére elviszik őket a Malfoy-kúriába, ahol Harry és Ron megtalálják az elrabolt Lunát és Olivandert. Harry-t és Ron-t a ház pincéjébe zárják, majd Bellatrix megkínozza Hermionét. A házból Dobby menekíti meg a foglyul esetteket, de halálos sebet kap Bellatrix tőrétől, miközben dehopponálnak az épületből. Dobby-t Harry temeti el, de nem használ varázslatot.

Április
- Remus Lupin és Nymphadora Tonks gyermekeként megszületik Ted Remus „Teddy” Lupin.

Május 1.
- Harry, Ron és Hermione betörnek a Gringottsba, és ellopják Hugrabug Helga kelyhét (amely egy horcrux) a Lestrange-széfből, közben Griffendél kardját oda kell adniuk Ampóknak, a segítségéért cserébe.

Május 1–2.
- Harry, Ron és Hermione elmennek Roxmortsba, ahol Aberforth, Dumbledore öccse, megmenti őket a rájuk támadó halálfalóktól. Egy titkos alagúton át bejutnak a Roxfortba, miután Harry megtudja, hogy az egyik horcrux, Hollóháti Hedvig diadémja, a kastélyban van. A megtalálásában Hedvig lánya, Heléna szelleme segít.
- Ron és Hermione lemennek a titkok kamrájába baziliszkuszfogat szerezni, aminek segítségével el tudják pusztítani a horcruxokat. Ott semmisítik meg Hugrabug Helga poharát, és elcsattan köztük az első szerelmes csók.
- A roxforti csata során meghal Fred Weasley, Colin Creevey, Perselus Piton, Remus Lupin, Nymphadora Tonks, valamint sok más, néven nem nevezett személy.
- Harry Piton emlékeiből megtudja, hogy ő maga is horcrux. Elindul a Tiltott Rengetegbe, hogy sorsát beteljesítse. Ez azt jelenti. hogy Voldemortnak meg kell ölnie őt. Magával viszi a cikeszt, amit Dumbledore hagyott rá. Harry felkészül a halálra, ám a cikesz felnyílik, és megjelenik benne a Feltámadás köve. Harry, miután a követ használja, eldobja azt az erdőben, hiszen már nincs rá szüksége. Harry ezután megtalálja Voldemortot a rengetegben, aki rászórja utolsó, gyilkos átkát, ám az nem Harry-t öli meg, hanem a benne lévő horcruxot.
- Molly Weasley megöli Bellatrix Lestrange-t.
- Kiderül, hogy már csak egy lélekdarab van, mégpedig Nagini. Neville-nek megjelenik Griffendél kardja, amellyel megöli a kígyót. Harry és Voldemort összecsapnak, amely Harry győzelmével és Voldemort halálával végződik.

### Az utótörténet
2000
Május 2.
- Bill Weasley és Fleur Delacour gyermekeként megszületik Victorie Weasley.

2004
- Harry Potter és Ginny Weasley első gyermekeként megszületik James Sirius Potter.

2006
- Harry Potter és Ginny Weasley második gyermekeként megszületik Albus Perselus Potter.
- Ron Weasley és Hermione Granger első gyermekeként megszületik Rose Granger-Weasley.
- Draco Malfoy és Astoria Greengrass gyermekeként megszületik Scorpius Malfoy.

2007
- Harry Potter és Ginny Weasley harmadik gyermekeként megszületik Lily Luna Potter.
- Ron Weasley és Hermione Granger második gyermekeként megszületik Hugo Granger-Weasley.

2008
- Rolf Salmander és Luna Lovegood gyermekeként megszületik Lorcan és Lysander Salmander.

2017
- Ron Weasley sikeres vizsgát tesz mugli gépjárművezetésből (bár konfúziós bűbájt szór a vizsgáztatóra, mivel a visszapillantó tükröt mindig elfelejti használni – a „minek az, ha az ember szuperszem bűbájt használ” gondolatát követve).

Szeptember
- Harry és Ginny, három gyermekükkel (James Sirius, Albus Perselus és Lily Luna) indulnak a Roxfort Expresszhez. Albus fél, hogy a Mardekárba fog kerülni, aggodalmát elmondja apjának is, aki elárulja neki, hogy két nevét a Roxfort két korábbi igazgatója után kapta. Egyikük Mardekáros volt, emellett pedig a legbátrabb ember, akit valaha is ismert. A pályaudvaron találkoznak Ronnal és Hermionéval, valamint gyermekeikkel (Rose és Hugo), majd Draco Malfoy is megjelenik, szintén a feleségével, Astoriával, valamint fiukkal, Scorpiussal. Albus, Rose és Scorpius megérkezvén a Roxfortba, megkezdik első tanévüket.

|  | Itt a vége a cselekmény részletezésének! |

## Külső hivatkozások
- A Harry Potter Lexikon idővonala (© Steve Vander Ark)
- A Lumos.hu kronológiája (© Juhász Roland)